# 핼리 아이젠버그
핼리 아이젠버그(Hallie Eisenberg, 1992년 8월 2일 ~ )는 미국의 배우이다.

## 출연 작품
- 폴리